# Али Ферзат
Али Ферзат (на арабски: علي فرزات) е сирийски карикатурист.
Роден е на 22 юни 1951 година в Хама. Започва да публикува от ранна възраст, от 1970 година учи в художествения факултет на Дамаския университет, но напуска без да се дипломира. Придобива известност с политическите си карикатури, като от 80-те години публикува и в чужди издания, като френския вестник „Монд“. Критиките му към режима се изострят след началото на Гражданската война, през лятото на 2011 година е отвлечен и пребит, след което емигрира и продължава да работи в Кувейт.